# Yāqūt ar-Rūmī
Yāqūt al-Ḥamawī ar-Rūmī (geboren um 1179 in Kleinasien; gestorben 1229 in Aleppo, Syrien), mit vollständigem Namen Schihab ad-Din Abu 'Abd Allah ibn Yaqut al-Hamawi ar-Rumi / شهاب الدين أبو عبد الله بن ياقوت الحموي الرومي / Šihāb ad-Dīn Abū ʿAbd Allāh b. Yāqūt al-Ḥamawī ar-Rūmī, war ein arabischer Geograph griechischer Abstammung. Die Nisba al-Hamawi hat er von dem Namen seines Herren  ͑Askar ibn Abī Naṣr ibn Ibrahīm al-Hamawī angenommen.
Nach Bagdad verkauft, wurde er dort 1199 freigelassen und islamisch erzogen. Als Handelsreisender, Bibliothekar und Kalligraph bereiste er Ägypten, Syrien, den Irak, Chorasan und Choresmien.
Um 1220 traf Yaqut in Aleppo mit jungen Muslimen aus Ungarn zusammen und verfasste einen Bericht aus deren Erzählungen über den Islam in Ungarn.
Über die Einwohner Isfahans, vor allem deren jüdischen Anteil, äußerte er sich bei der Beschreibung der Stadt in abfälliger Weise.

## Werke
- Muʿǧam al-buldān [Jacut’s Geographisches Wörterbuch]. Bände I–VI. Ed. F. Wüstenfeld, Leipzig 1866–73; 1924. Reprint Tehran 1965; Beirut 1955–1957; Frankfurt 1994, ISBN 3-8298-1197-7 (Original in Arabisch, ISBN 964-435-979-8) (in MENAdoc, Bd. 1 A-Ṯ, Bd. 2 Ǧ-Z, Bd. 3 S-F, Bd. 4 Q-Y, Bd. 5 Anmerkungen, Bd. 6 Register).
- Kitāb Iršād al-arīb ilā maʿrifat al-adīb al-maʿrūf bi-muʿǧam al-udabāʾ wa-ṭabaqāt al-udabāʾ (in MENAdoc), hg. D. S. Margoliouth, Brill, Leyden [u. a.] 1907ff, Vol. 1 : Containing part of the letter Alif, Vol. 2 : Containing the latter part of the letter Alif to the end of the letter Ǧīm, Vol. 3, Part 1 : Containing part of the letter Ḥ, Vol. 4 : Containing the last part of the letter Ḥā to the first part of ʿAin, Vol. 5 : Containing part of the letter ʿAin, Vol. 6 : Containing the last part of the letter ʿAin to the first part of the letter Mīm, Vol. 6 : Containing the last part of the letter ʿAin to the first part of the letter Mīm.
- Jacut's Moschtarik, das ist: Lexicon geographischer Homonyme. Aus den Handschriften zu Wien und Leyden hrsg. von Ferdinand Wüstenfeld, Göttingen 1846 (in MENAdoc)